# Artère circonflexe iliaque superficielle
L'artère circonflexe iliaque superficielle (ou artère circonflexe superficielle ou rameau iliaque de l’artère iliaque superficielle) est une artère qui nait dans le membre inférieur au niveau de la cuisse irriguant les téguments de la paroi abdominale.
C'est la plus petite des branches cutanées de l'artère fémorale.

## Origine
L'artère circonflexe iliaque superficielle naît de la face antérieure de l'artère fémorale à proximité de l'artère épigastrique superficielle sous le ligament inguinal.

### Variation
Chez 45 à 50 % des personnes, l'artère circonflexe iliaque superficielle et l'artère épigastrique superficielle proviennent d'un tronc commun issu de l'artère fémorale.

## Trajet
L'artère circonflexe iliaque superficielle se poursuit latéralement parallèlement au ligament inguinal en perçant le fascia lata jusqu'à la crête iliaque.
Elle se ramifie dans le tissu sous cutané abdominal en dehors de la zone d'irrigation de l'artère épigastrique superficielle. 

## Anastomoses
L'artère circonflexe iliaque superficielle s’anastomose avec l’artère épigastrique superficielle et avec l’artère circonflexe iliaque profonde.